# Judith Rouwenhorst
Judith Rouwenhorst (16 januari 1981) is een Nederlands voetballer die speelt voor SV Venray en daarnaast sinds 2010 voor VVV-Venlo.

## Carrière
Rouwenhorst debuteerde in seizoen 2010/11 voor VVV-Venlo in de Eredivisie Vrouwen. Dit kon zij doen doordat die club een samenwerking heeft met haar vereniging SV Venray. Op 30 september 2011 scoorde ze haar eerste treffer in de Eredivisie. Het bleek echter niet genoeg om FC Utrecht van de winst af te helpen.

## Statistieken
| Seizoen | Club      | Land      | Competitie | Wedstrijden | Doelpunten |
| ------- | --------- | --------- | ---------- | ----------- | ---------- |
| 2010/11 | VVV-Venlo | Nederland | Eredivisie | 3           | 0          |
| 2011/12 | VVV-Venlo | Nederland | Eredivisie | 2           | 1          |
| Totaal  | Totaal    | Totaal    | Totaal     | 5           | 1          |

Bijgewerkt op 23 mei 2012 11:46 (CEST)